# Kleinasiatischer Ziesel
Der (österr.: Das) Kleinasiatische Ziesel (Spermophilus xanthoprymnus) ist ein bodenbewohnendes, meist Steppengebiete und Graslandschaften besiedelndes und etwa rattengroßes Nagetier aus der Familie der Hörnchen (Sciuridae). Sein Hauptverbreitungsgebiet liegt in der Türkei und reicht nach Armenien und in den Iran. Der Lebensraum umfasst hauptsächlich offene Steppen mit niedriger Vegetation.
Gesicherte Angaben zur Bestandsgröße oder zur Bestandsentwicklung gibt es nicht, nach Schätzungen gingen die Bestände jedoch in den letzten Jahren vor allem durch die Umwandlung der Lebensräume in landwirtschaftliche Flächen um 20 bis 25 Prozent zurück. Aufgrund dieses Rückgangs stuft die International Union for Conservation of Nature and Natural Resources (IUCN) die Art in der Vorwarnliste („near threatened“) ein.

## Merkmale

### Allgemeine Merkmale
Der Kleinasiatische Ziesel ist eine mittelgroße Art der Ziesel mit einem rundlichen Körper, kurzen Beinen und einem kurzen, abgerundeten Schwanz. Die Größe variiert sowohl regional wie geschlechtsspezifisch, wobei die Männchen in der Regel etwas größer und schwerer als die Weibchen sind. Die Gesamtlänge der ausgewachsenen Tiere beträgt in der Region um Erzurum im Nordosten der Türkei bei den Männchen 26,5 bis 28,9 Zentimeter, durchschnittlich 27,3 Zentimeter, und bei den Weibchen 23,1 bis 26,0 Zentimeter, durchschnittlich 25,5 Zentimeter. In der Region um Aksaray in der Zentraltürkei beträgt die Gesamtlänge der Männchen dagegen nur 24,8 bis 28,1, durchschnittlich 26 Zentimeter, und die der Weibchen 24,5 bis 27,5 Zentimeter und damit ebenso wie in Erzurum durchschnittlich 25,5 Zentimeter. Dabei reicht das Gewicht der Männchen von 235 bis 490 Gramm und das der Weibchen von 170 bis 410 Gramm. Der Schwanz ist etwa 4,2 bis 5,6 Zentimeter lang, der Hinterfuß 3,8 bis 4,5 Zentimeter und das Ohr 0,8 bis 1,2 Zentimeter.
Im Profil ist der Kopf konvex (nach außen gewölbt) mit großen Augen und kleinen Ohren. Die Rückenfärbung ist gleichmäßig rotbraun, wobei sie von gräulich bis dunkelbraun variieren kann. Flecken sind nicht vorhanden. Die Augen sind von weißen Ringen umgeben und sowohl Kehle als auch Kinn sind in der Regel weiß. Der Hinterleib sowie die Beine sind hell gelblich bis weißlich gefärbt. Auch der Schwanz hat in der Regel die gleiche Farbe wie der Hinterleib.
Neben dem Kleinasiatischen Ziesel ist auch der Europäische Ziesel (Spermophilus citellus) sowie der erst 2007 beschriebene und ehemals zum Kleinasiatischen Ziesel zugeordnete Spermophilus taurensis in der Türkei anzutreffen, wobei der Europäische Ziesel auf den europäischen Teil der Türkei westlich des Bosporus beschränkt ist. Spermophilus taurensis kommt dagegen in den östlichen Teilen des Taurusgebirges vor, wobei sich sein Verbreitungsgebiet nur im nördlichen Teil mit dem des Kleinasiatischen Ziesels überlappt, wo beide Arten parapatrisch vorkommen. Von beiden Arten unterscheidet sich der Kleinasiatische Ziesel durch einen kürzeren Schwanz sowie Merkmale des Schädels. Eine sichere Abgrenzung der Arten ist nur über vergleichende Schädelmessungen oder genetische Tests möglich.

### Schädel- und Skelettmerkmale
Der Schädel hat eine Gesamtlänge von 39 bis 47 Millimetern bei den Männchen und 38 bis 45 Millimetern bei den Weibchen. Im Bereich der Jochbögen erreicht er eine Breite von 28 bis 33 Millimetern. Der Unterkiefer hat eine Länge von 27 bis 33 Millimetern, wobei der bezahnte Bereich etwa 8 bis 10 Millimeter lang ist.
| 1 | · | 0 | · | 2 | · | 3 | = 22 |
| 1 | · | 0 | · | 1 | · | 3 | = 22 |

Die Art besitzt einen Schneidezahn (Incisivus), keinen Eckzahn (Caninus), zwei Vorbackenzähne (Praemolares) und drei Backenzähne (Molares) in einer Oberkieferhälfte während im Unterkiefer nur ein Vorbackenzahn in jeder Hälfte vorhanden ist. Insgesamt besitzen die Tiere 22 Zähne.

## Verbreitung

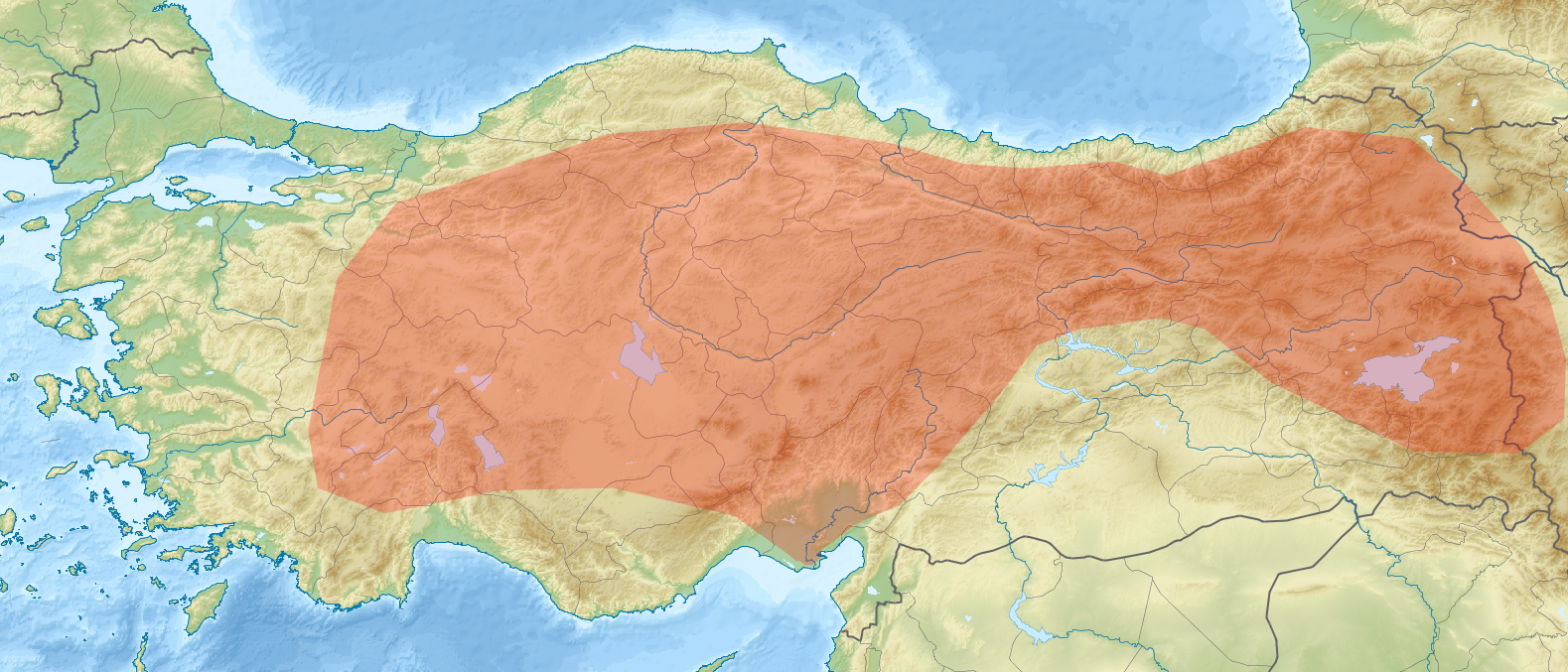
Verbreitungsgebiet nach IUCN

Der Kleinasiatische Ziesel ist vor allem im kleinasiatischen Teil der Türkei verbreitet. Von hier aus reicht das Verbreitungsgebiet nach Armenien und in den äußersten Norden des Iran hinein. Die Höhenverbreitung liegt zwischen 800 und 2700 Metern.

## Lebensweise
Der Kleinasiatische Ziesel lebt vor allem in der offenen Steppe mit niedriger Vegetation, kommt jedoch auch an steinigen Berghängen und in Feldrandgebieten vor. Zwischen Ende August und Mitte Februar überwintern die Tiere, wobei der Winterschlaf zwischen 21 und 100 Tage andauern kann. In einer dreijährigen Studie von 1999 bis 2001 konnte nahe Ankara beobachtet werden, dass die Männchen im März vor den Weibchen ihre Überwinterung beenden, wobei die Weibchen und die Jungtiere des Vorjahres zu diesem Zeitpunkt das Minimum ihres Körpergewichtes im Jahr aufwiesen; die Männchen waren dagegen deutlich schwerer als die Weibchen (139–205 %) und wiesen das Gewichtsminimum erst am Ende der Paarungszeit auf.
Die Paarungszeit beginnt nach der Überwinterung im Februar, die Jungtiere werden von April bis Juli geboren, wobei ein Weibchen nur einen Wurf pro Jahr hat. Die Paarungen bei der Feldstudie begannen direkt nach dem Erscheinen der Weibchen und die Jungtiere wurden im April geboren. Der Wurf besteht aus einem bis sechs Jungtieren. Mitte bis Ende Mai konnten die Jungtiere erstmals außerhalb ihrer Baue beobachtet werden und waren danach vollständig aktiv. Die Jungtiere werden nach der ersten Überwinterung geschlechtsreif und verpaaren sich entsprechend im ersten Jahr nach ihrer Geburt.

## Systematik
Der Kleinasiatische Ziesel wird als eigenständige Art innerhalb der Gattung der Ziesel (Spermophilus) eingeordnet, die aus acht Arten besteht. Die wissenschaftliche Erstbeschreibung stammt von Edward Turner Bennett aus dem Jahr 1835, der die Art anhand eines Typusexemplares aus Erzurum im Osten der Türkei als Citillus xanthoprymna beschrieb und damit in die heute nicht mehr gültige Gattung Citellus Oken, 1816, einordnete. 1845 wurde die Art durch den Schweizer Naturforscher Heinrich Rudolf Schinz in seinem Buch Systematisches Verzeichnis aller bis jetzt bekannten Säugethiere oder Synopsis Mammalium, nach dem Cuvier’schen System der Gattung Spermophilus, Cuvier 1825, zugeordnet, zu der sie bis heute gehört.
Der Name der Gattung Spermophilus bedeutet „samenliebend“ und leitet sich ab von den griechischen Wörtern spermatos für „Same“ und philos für „liebend“. Der Artname xanthoprymnus bedeutet „gelbliche Unterseite“ und ist entsprechend deskriptiv. Es stammt von den griechischen Bezeichnungen xanthos für verschiedene Gelbtöne und prymnos für die Unterseite.

## Bedrohung und Schutz
Spermophilus xanthoprymnus wird von der International Union for Conservation of Nature and Natural Resources (IUCN) als Art der Vorwarnliste („near threatened“) eingeordnet. Die Bestände sind in den letzten Jahren vor allem aufgrund der Lebensraumveränderung und Umwandlung von Steppengebieten in landwirtschaftliche Flächen deutlich zurückgegangen, nach Schätzungen wird ein Rückgang von 20 bis 25 Prozent der Bestandsgröße in den letzten zehn Jahren vor allem in Kleinasien angenommen. In landwirtschaftlich genutzten Flächen wird der Ziesel als Schädling wahrgenommen und bekämpft, der Rückgang rechtfertigt allerdings regional bereits eine Einordnung als gefährdete Art.

## Belege
1. 1 2 3 4 5 6 7 8 9  
Mutlu Kart Gür, Hakan Gür: Spermophilus xanthoprymnus (Rodentia: Sciuridae). In: Mammalian Species. 42, Issue 892, 2010, S. 183–194, doi:10.1644/864.1.
2. ↑  
İslam Gündüz, Maarit Jaarola, Coskun Tez, Can Yeniyurt, P. David Polly, Jeremy B. Searle: Multigenic and morphometric differentiation of ground squirrels (Spermophilus, Sciuridae, Rodentia) in Turkey, with a description of a new species. In: Molecular Phylogenetics and Evolution. Band 43 (3), 2007, S. 916–935, doi:10.1016/j.ympev.2007.02.021.
3. 1 2 3 4 5 6  
Spermophilus xanthoprymnus in der Roten Liste gefährdeter Arten der IUCN 2013.1. Eingestellt von: B. Kryštufek, N. Yigit, R. Hutterer, 2008. Abgerufen am 15. Oktober 2013.
4. 1 2 3  
Hakan Gür, Mutlu Kart Gür: Annual cycle of activity, reproduction, and body mass of Anatolian ground squirrels (Spermophilus xanthoprymnus) in Turkey. In: Journal of Mammalogy. Band 86, 2005, S. 7–14, doi:10.1644/1545-1542(2005)086<0007:ACOARA>2.0.CO;2.
5. 1 2  
Bennett: Spermophilus (Spermophilus) xanthoprymnus. In: Don E. Wilson & DeeAnn M. Reeder (Hrsg.): Mammal Species of the World. A Taxonomic and Geographic Reference. 3. Auflage. 1835 (Online Archive [abgerufen am 16. September 2019]).